# Hiroki Abe
Hiroki Abe (安部 裕葵 Abe Hiroki?, Kita, Tokio, 28 de enero de 1999) es un futbolista japonés que juega como delantero en el Urawa Red Diamonds de la J1 League.

## Trayectoria

### Kashima Antlers
Debutó como profesional en el equipo japonés del Kashima Antlers en 2017, club en el que militó durante dos temporadas.

### F. C. Barcelona "B"
El 12 de julio de 2019 se anunció su incorporación al F. C. Barcelona "B" por un coste total de 1,1 millones de euros.

## Estadísticas

### Clubes
| Club                         | Div.          | Temporada     | Liga  | Liga  | Copas nacionales | Copas nacionales | Copas internacionales | Copas internacionales | Total | Total |
| Club                         | Div.          | Temporada     | Part. | Goles | Part.            | Goles            | Part.                 | Goles                 | Part. | Goles |
| ---------------------------- | ------------- | ------------- | ----- | ----- | ---------------- | ---------------- | --------------------- | --------------------- | ----- | ----- |
| Kashima Antlers Japón        | 1.ª           | 2017          | 13    | 1     | 3                | 3                | 1                     | 0                     | 17    | 4     |
| Kashima Antlers Japón        | 1.ª           | 2018          | 22    | 2     | 7                | 1                | 11                    | 2                     | 40    | 5     |
| Kashima Antlers Japón        | 1.ª           | 2019          | 14    | 1     | 1                | 0                | 7                     | 0                     | 22    | 1     |
| Kashima Antlers Japón        | Total club    | Total club    | 49    | 4     | 11               | 4                | 19                    | 2                     | 79    | 10    |
| F. C. Barcelona "B" · España | 2.ª B         | 2019-20       | 20    | 4     | —                | —                | —                     | —                     | 20    | 4     |
| F. C. Barcelona "B" · España | 2.ª B         | 2020-21       | 8     | 0     | —                | —                | —                     | —                     | 8     | 0     |
| F. C. Barcelona "B" · España | 1.ª F         | 2021-22       | 0     | 0     | —                | —                | —                     | —                     | 0     | 0     |
| F. C. Barcelona "B" · España | 1.ª F         | 2022-23       | 0     | 0     | —                | —                | —                     | —                     | 0     | 0     |
| F. C. Barcelona "B" · España | Total club    | Total club    | 28    | 4     | 0                | 0                | 0                     | 0                     | 28    | 4     |
| Urawa Red Diamonds Japón     | 1.ª           | 2023          | 0     | 0     | 0                | 0                | 0                     | 0                     | 0     | 0     |
| Urawa Red Diamonds Japón     | 1.ª           | 2024          | 0     | 0     | 0                | 0                | —                     | —                     | 0     | 0     |
| Urawa Red Diamonds Japón     | 1.ª           | 2025          | 0     | 0     | 0                | 0                | 0                     | 0                     | 0     | 0     |
| Urawa Red Diamonds Japón     | Total club    | Total club    | 0     | 0     | 0                | 0                | 0                     | 0                     | 0     | 0     |
| Total carrera                | Total carrera | Total carrera | 77    | 8     | 11               | 4                | 19                    | 2                     | 107   | 14    |

## Palmarés

### Títulos nacionales
| Título             | Club            | País  | Año  |
| ------------------ | --------------- | ----- | ---- |
| Supercopa de Japón | Kashima Antlers | Japón | 2017 |

### Títulos internacionales
| Título                      | Club (*)        | Sede    | Año  |
| --------------------------- | --------------- | ------- | ---- |
| Liga de Campeones de la AFC | Kashima Antlers | Teherán | 2018 |

(*) Incluyendo la selección